# Cerkiew św. Szczepana w Stambule
Cerkiew św. Szczepana (tr Sveti Stefan Kilisesi, bg Църква Свети Стефан) – prawosławna cerkiew w Stambule, zwana również Kościołem Bułgarskim. Znajduje się nad Złotym Rogiem w dzielnicy Balat. Należy do Bułgarskiej Cerkwi Prawosławnej.
Na początku w tym miejscu znajdował się niewielka drewniana cerkiew. Po jej pożarze bułgarscy chrześcijanie uzyskali 25 czerwca 1890 zgodę sułtana na zbudowanie nowej świątyni. Z inicjatywy egzarchy bułgarskiego Józefa 27 kwietnia 1892 położono kamień węgielny pod budowę nowej świątyni. Wybrany armeński architekt Hovsep Aznavor ze względu na słabe podłoże zdecydował się na lekką konstrukcję stalowo-żeliwną po odrzuceniu konstrukcji żelbetowej. Po ogłoszeniu międzynarodowego przetargu, poszczególne elementy, o wadze 500 ton zostały dostarczone w latach 1893 do 1896 przez firmę Rudolph Philipp Waagner z Wiednia. Wysłano je barkami przez Dunaj i Morze Czarne. Po półtorarocznej budowie świątynia została poświęcona 8 września 1898.
Pierwszy ikonostas wykonany dla cerkwi utrzymany był w stylu wyraźnie nawiązującym do sztuki zachodnioeuropejskiej. Egzarchat Bułgarski nie przyjął go jednak i zamówił nową konstrukcję w moskiewskiej pracowni Nikołaja Achapkina. Ikony napisał Lebiediew, również artysta moskiewski, podczas gdy sześć dzwonów dla cerkwi powstało w Jarosławiu.